# Archidiecezja San Pedro Sula
Archidiecezja San Pedro Sula (łac.: Archidioecesis de Sancto Petro Sula), hiszp.: Arquidiócesis de San Pedro Sula) – katolicka diecezja honduraska położona w północno-zachodniej części kraju, obejmująca swoim zasięgiem terytorium departamentu Cortés. Siedziba biskupa znajduje się w katedrze świętego Piotra Apostoła w San Pedro Sula.

## Historia
Została erygowana 2 lutego 1916 przez papieża Benedykta XV z wydzielenia części terytorium z diecezji Comayagua jako Wikariat Apostolski San Pedro Sula. 6 lipca 1963 jednostka ta została podniesiona przez papieża Pawła VI do rangi diecezji, z której Jan Paweł II wyłączył 3 lipca 1987 kilkanaście parafii, tworząc nową diecezję Trujillo. Ostatnia zmiana granic biskupstwa miała miejsce 30 grudnia 2011 po wyodrębnieniu z niej diecezji La Ceiba przez Benedykta XVI.
26 stycznia 2023 papież Franciszek utworzył metropolię San Pedro Sula podnosząc diecezję do rangi archidiecezji.

## Biskupi
- Ordynariusz: abp Michael Lenihan OFM
- biskup senior: bp Rómulo Emiliani Sánchez CMF
- biskup senior: bp Angel Garachana Pérez CMF

### Poczet ordynariuszy
Wikariusze apostolscy
- 1924-1949: bp Juan Sastre y Riutort CM
- 1953-1962: bp Antonio Capdevilla Ferrando CM

Biskupi ordynariusze
- 1963-1965: bp José García Villas CM
- 1966-1993: bp Jaime Brufau Maciá CM
- 1994-2023: bp Angel Garachana Pérez CMF

Arcybiskupi metropolici
- od 2023: abp Michael Lenihan OFM